# Сдвиг (механика)

Деформация сдвига

Сдвиг — в сопротивлении материалов — вид продольной деформации бруса, возникающий в том случае, если сила прикладывается касательно его поверхности (при этом нижняя часть бруска закреплена неподвижно) — одна боковая грань смещается параллельно противоположной грани.
Относительная деформация сдвига определяется по формуле:
{\displaystyle \mathrm {tg} \,\theta ={\frac {\triangle x}{l}}},
где Δx — абсолютный сдвиг параллельных слоёв тела относительно друг друга; l — расстояние между слоями (для малых углов {\displaystyle \mathrm {tg} \,\theta \approx \theta })